# 本特 (新墨西哥州)
本特（英語：Bent）是位於美國新墨西哥州奧特羅縣的普查規定居民點。

## 人口
根據2020年美國人口普查的數據，本特的面積為15.90平方千米，當中陸地面積為15.89平方千米，而水域面積為0.01平方千米。當地共有人口150人，而人口密度為每平方千米9.43人。